# Валлюс, Николай
Николай Фримодт Валлюс (дат. Nicolai Frimodt Vallys; род. 4 сентября 1996, Копенгаген) — датский футболист, вингер клуба «Брондбю» и сборной Дании.

## Клубная карьера
Валлюс — воспитанник клуба «Скьёльд». В 2015 году он дебютировал за основной состав. В 2016 году Николай покинул команду и выступал за «Сковшовед». В 2018 году Валлюс подписал контракт с «Роскилле». 29 июля в матче против «ХБ Кёге» он дебютировал в Первой лиге Дании. В этом же поединке Николай забил свой первый гол за Роскилле. Летом 2019 года Валлюс перешёл в «Силькеборг», подписав контракт на два года. 14 июля в матче против «Брондбю» он дебютировал в датской Суперлиги. 27 октября в поединке против «Хобро» Николай забил свой первый гол за «Силькеборг». По итогам сезона клуб вылетел в Первую лигу, но игрок остался в клубе и спустя год помог ему вернуться в элиту. 31 октября 2021 года в матче против «Сённерйюск» он сделал хет-трик.
В 2022 году Валлюс перешёл в «Брондбю». подписав контракт на четыре года. 4 сентября в матче против «Хорсенс» он дебютировал за новый клуб. В поединке против «Раннерс» Николай забил свой первый гол за «Брондбю». 19 февраля 2023 года в матче против «Хорсенс» он сделал хет-трик.

## Международная карьера
7 сентября 2023 года в отборочном матче чемпионата Европы 2024 против сборной Сан-Марино Валлюс дебютировал за сборную Дании.

## Статистика

### Матчи Валлюса за сборную Дании
| Матчи Валлюса за сборную Дании | Матчи Валлюса за сборную Дании | Матчи Валлюса за сборную Дании | Матчи Валлюса за сборную Дании | Матчи Валлюса за сборную Дании | Матчи Валлюса за сборную Дании |
| ------------------------------ | ------------------------------ | ------------------------------ | ------------------------------ | ------------------------------ | ------------------------------ |
| №                              | Дата                           | Соперник                       | Счёт                           | Голы Валлюса                   | Соревнование                   |
| 1                              | 7 сентября 2023                | Сан-Марино                     | 4:0                            | —                              | Чемпионат Европы 2024 (отбор)  |

Итого: 1 матч / 0 голов; 1 победа, 0 ничьих, 0 поражений.